# 晉名峰
晉名峰（英語：The Grandville）是香港的私人屋苑及豪宅，位處新界沙田九肚山畔樂葵徑2號，提供424個物業單位及640個住客車位，於2006年2月落成和入伙，建築師為巴馬丹拿建築及工程師有限公司，發展商為永泰亞洲及南豐集團。
晉名峰原址是理工大學的宿舍百德苑，因教資會推出的新房屋津貼政策，而於2001至2002年逐步交回政府。此地於2002年4月推出拍賣，由南豐及永泰亞洲合作以6.6億元投得所在地皮。

## 單位
晉名峰由5座樓高22層的高座住宅大廈及8座樓高2層低密度的住宅（分別為4座英倫複式洋房及4座水畔洋房）組成，合共提供424個單位，間隔分為2房、3房、3房連套房、4房連套房、4房雙套房、相連單位以及5房雙套房連空中花園的特色單位。面積方面，標準單位的面積由約800至約2,100平方呎不等，複式單位面積約2,300平方呎，特色單位命名為「星級寶藏」，面積則為約3,000平方呎。

## 住客會所
晉名峰住客會所佔地3萬方呎，會所設備包括園藝花園、網球場、室內及戶外泳池、宴會廳、健身室、桑拿室、室內按摩池及按摩室等。

## 鄰近
- 大埔公路
- 培基小學
- 香港專業教育學院沙田分校

## 外部連結
- 晉名峰  The GrandVille 官方網頁
- 晉名峰 The GrandVille（美聯集團）